# Віденська конвенція про правонаступництво держав щодо договорів
Ві́денська конве́нція про правонасту́пництво держа́в що́до до́говорі́в — юридично обов'язкова для держав-учасниць міжнародна угода, яка, з врахуванням звичаєвого права, регулює правонаступництво держав (або безперервність), зокрема, статус держави-спадкоємниці щодо міжнародних договорів, учасником яких була держава-попередниця.